# Thandwe District
Thandwe District är ett distrikt i Myanmar.   Det ligger i regionen Rakhinestaten, i den sydvästra delen av landet, 220 km sydväst om huvudstaden Naypyidaw.